# Ranunculus macropus
Ranunculus macropus är en ranunkelväxtart som beskrevs av Joseph Dalton Hooker. Ranunculus macropus ingår i släktet ranunkler, och familjen ranunkelväxter. Inga underarter finns listade i Catalogue of Life.